# Japan Steel Works
La Japan Steel Works, Ltd. (株式会社日本製鋼所?, Kabushiki Kaisha Nihon Seikōsho) è una azienda giapponese attiva nel settore metallurgico e siderurgico.

## Storia
La Japan Steel Works fu fondata nel 1907 grazie ai capitali congiunti dello zaibatsu giapponese Mitsui e delle società britanniche Vickers e Armstrong Whitworth. Durante la seconda guerra mondiale l'azienda ha partecipato attivamente allo sforzo bellico producendo tra le altre cose anche gli armamenti per la famosa corazzata Yamato.
Attualmente oltre a produrre acciaio realizza anche componenti meccaniche di precisione per reattori nucleari e per la produzione di materie plastiche.